# تشي تاناكا
تشي تاناكا (باليابانية: 田中千絵) هي عارضة وممثلة يابانية، ولدت في 17 أغسطس 1981 بطوكيو في اليابان.

## وصلات خارجية
- تشي تاناكا على موقع IMDb (الإنجليزية)
- تشي تاناكا على موقع ميوزك برينز (الإنجليزية)
- تشي تاناكا على موقع قاعدة بيانات الفيلم (الإنجليزية)